# Amerophidia
De Amerophidia, ook bekend als amerophidische slangen, is een superfamilie van slangen die twee families bevat: Aniliidae (met als enige soort Anilius scytale, de rode pijpslang) en de boa-achtige Tropidophiidae (met twee geslachten, Trachyboa met twee soorten en Tropidophis met tweeëndertig).
De zustergroepverwantschap tussen deze twee families is verrassend en niet intuïtief als alleen de morfologie wordt beschouwd, omdat Aniliidae meer lijken op Aziatische pijpslangen in de families Cylindrophiidae en Anomochilidae, terwijl Tropidophiidae meer lijken op wurgende macrostomaten zoals Boidae en Pythonoidea. Elke belangrijke fylogenetische analyse sinds 2007 heeft echter steun gevonden voor het idee dat deze twee families elkaars naaste verwanten zijn, ondanks dat ze voor het laatst een gemeenschappelijke voorouder hebben gedeeld rond 91 miljoen jaar geleden. Het oudste fossiele lid van deze familie is de uitgestorven Australophis uit het Laat-Krijt van Argentinië.